# 2025年の中華人民共和国
2025年の中華人民共和国 （2025ねんのちゅうかじんみんきょうわこく）では、2025年の中華人民共和国に関する出来事について記述する。

## 概要
2025年は、2015年に発表した産業政策「中国製造2025」の最終年である他、第十四次五カ年規画の最終年でもある。また、2018年に青島で行われて以来となる上海協力機構（SCO）首脳会議が天津で開催される。

## 要職者
- 中国共産党総書記（最高指導者）
  - 第5代: 習近平（2012年11月15日 - ）
- 国家主席
  - 第7代: 習近平（2013年3月14日 - ）
- 国務院総理
  - 第8代: 李強（2023年3月11日 - ）
- 全人代常務委員会委員長
  - 第11代: 趙楽際（2023年3月10日 - ）
- 全国政治協商会議主席
  - 第10代: 王滬寧（2023年3月10日 - ）
- 国家副主席
  - 第12代: 韓正（2023年3月10日 - ）
- 国家監察委員会主任
  - 第2代: 劉金国（中国語版）（2023年3月11日 - ）

## できごと

### 1月
- 1月7日 - チベット自治区地震が発生。
- 1月20日 - DeepSeekがDeepSeek-R1をリリース[2]。

### 2月
- 2月7日〜14日 - ハルビンでアジア冬季競技大会が開催。

### 3月
- 3月4日 - 建築家の劉家琨（英語版）がプリツカー賞を受賞[3]。

### 4月
- 4月4日 - 中国政府は全てのアメリカ製品に4月10日より34%の追加関税を課すと発表[4]。
- 4月11日 - 中国政府はアメリカ製品の報復関税を4月12日より125%に引き上げると発表[5]。

### 5月
- 5月12日 - 米中貿易協議で双方が相互に課している追加関税を115%引き下げることで合意[6]。

### 7月
- 7月15日 - 天津で上海協力機構外相会合が開催[7]。

### 8月
- 8月7日〜17日 - 成都でワールドゲームズ2025が開催。

## 予定

### 9月
- 9月1日 - 2025年SCO天津首脳会議が開催。
- 9月3日 - 中国人民抗日戦争・世界反ファシズム戦争勝利80周年記念式典が開催。